# Cesare Bocci
Cesare Adolfo Bocci (Camerino, 1957. szeptember 13. –) olasz színész.
Egy római színházban kezdte meg pályafutását. A színész soha nem futott be fényes karriert, ennek ellenére az olasz tv-nézők körében igazi favoritnak számít. Bocci eddig csak hazai krimikben és thrillerekben tűnt fel.